# Northern Beaches

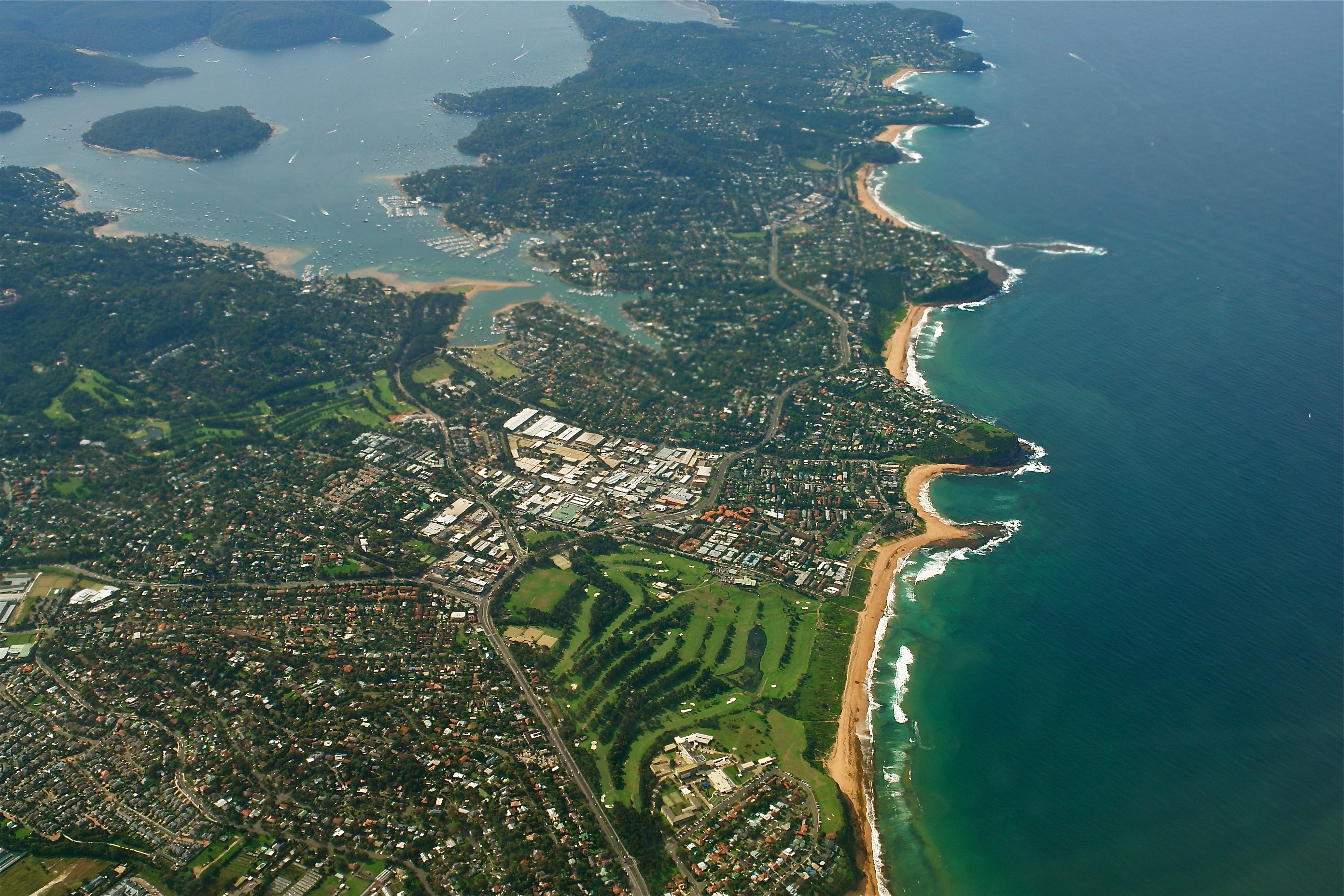
Abschnitt der Northern Beaches mit Pittwater und Scotland Island

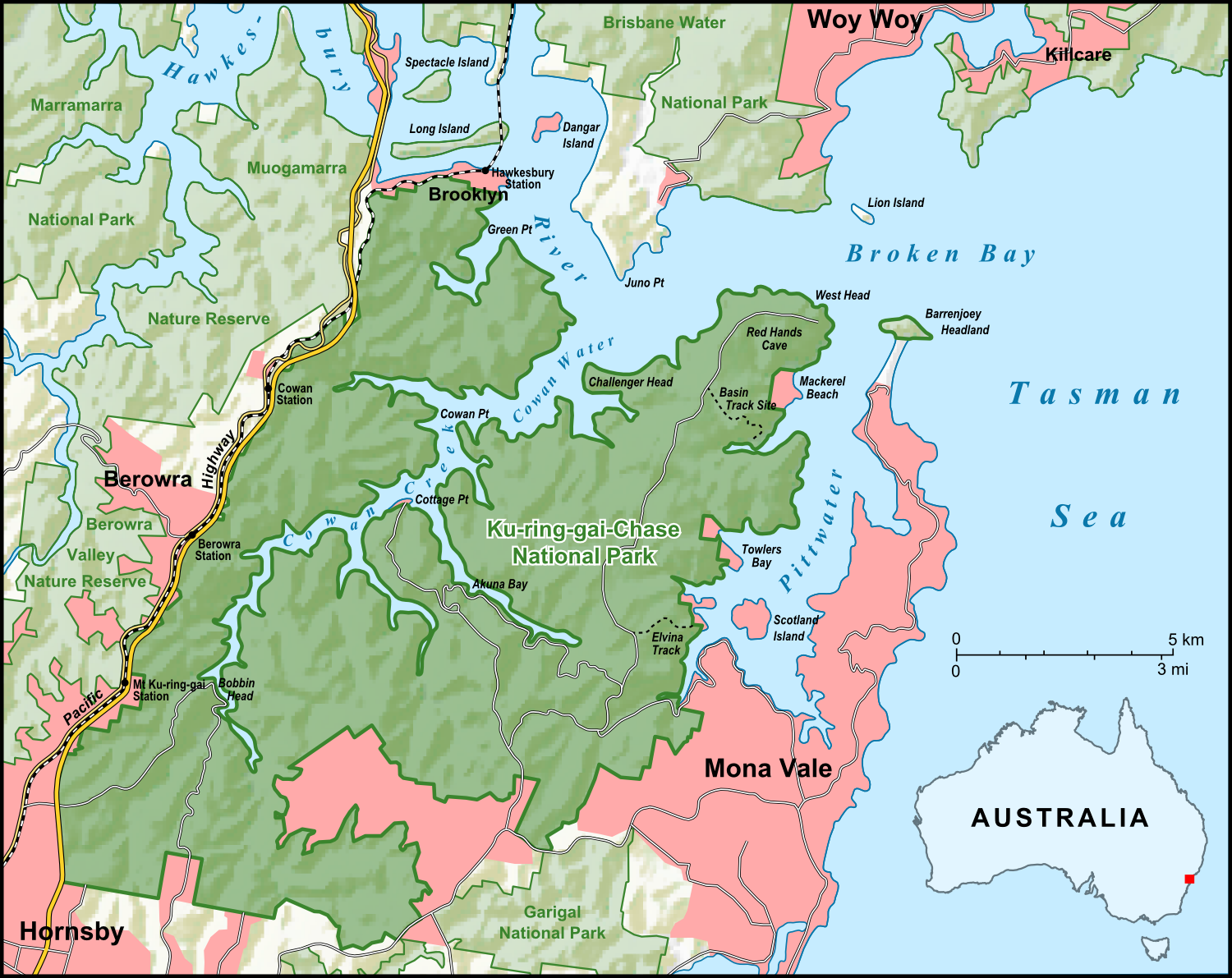
Das Gebiet um Mona Vale und Barrenjoey, westlich der Ku-ring-gai-Chase-Nationalpark

Als Northern Beaches (wörtl. ‚nördliche Strände‘) bezeichnet man ein Gebiet in nördlichen Randgebieten der australischen Stadt Sydney im Bundesstaat New South Wales an der Küste des Pazifischen Ozeans.
Mit dem Ausdruck bezeichnet man sowohl die ganze Küstengegend nordöstlich der Stadt als auch speziell die dortigen Strände.

## Lage und Landschaft
Das Gebiet erstreckt sich im Süden bis zum Eingang von Port Jackson, dem natürlichen Hafen Sydneys, im Westen bis zum Eingang des Middle Harbour und im Norden über die Barrenjoey Peninsula bis zum Eingang der Broken Bay am Barrenjoey Headland.
Ursprünglich wurde das Areal vom Volk der Garigal oder Caregal bewohnt und war Teil einer Region, die man Guringai country nannte. Auf diesen Namen bezieht sich der Garigal-Nationalpark, der landeinwärts angrenzt.
Das mit Northern Beaches beschriebene Gebiet wird üblicherweise mit der Northern Beaches Statistical Subdivision gleichgesetzt. Diese schließt die Local Government Areas Manly, Warringah und Pittwater vollständig ein. Laut der australischen Volkszählung 2011 ist Northern Beaches das am stärksten monoethisch geprägte, von Weißen bevölkerte Gebiet Australiens und steht damit im Kontrast zu seinen gemischteren Nachbarregionen North Shore (Nordufer) und Central Coast (mittlerer Küstenabschnitt).

## Orte

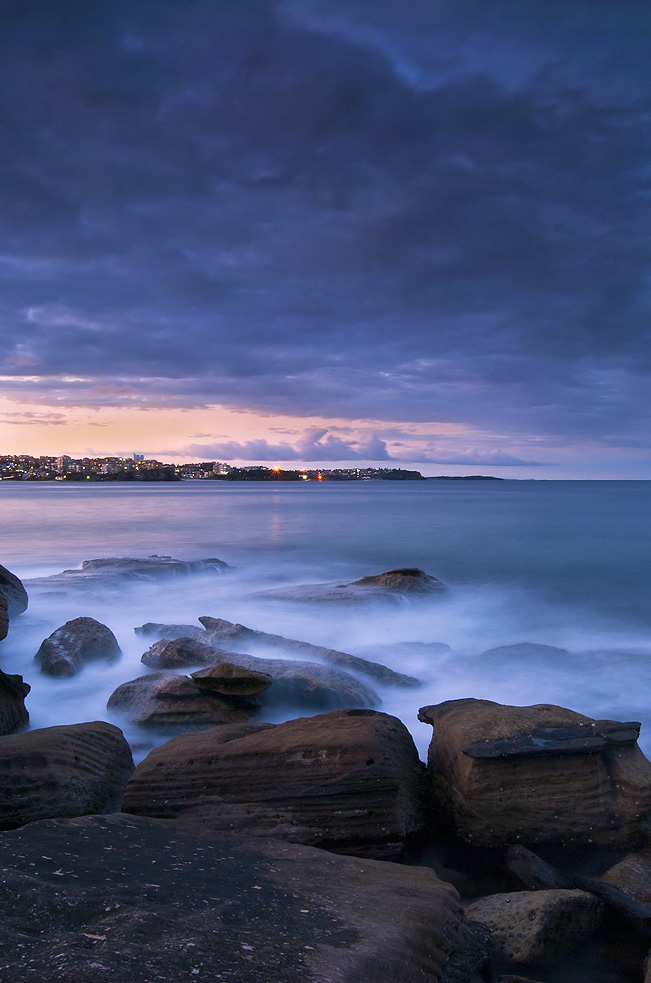
Blick von Manly aufs Meer bei Sonnenuntergang

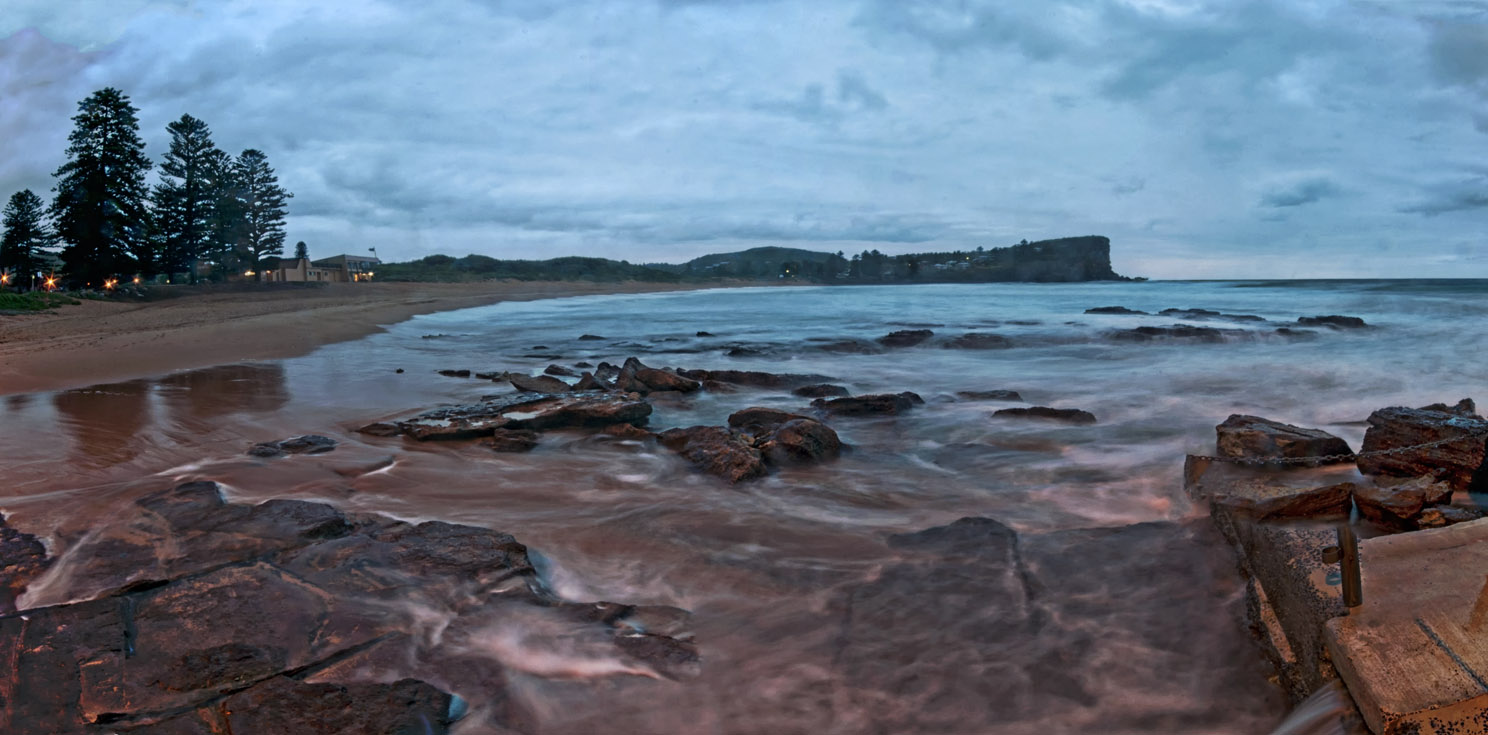
Avalon am frühen Morgen

Zu Northern Beaches gehören folgende Orte im Großraum Sydney:

### Northern Beaches Council
- Allambie Heights
- Beacon Hill
- Belrose
- Brookvale
- Collaroy
- Collaroy Plateau
- Cottage Point
- Cromer
- Curl Curl
- Davidson
- Dee Why
- Duffys Forest
- Forestville
- Frenchs Forest
- Freshwater
- Ingleside
- Killarney Heights
- Manly Vale
- Narrabeen
- Narraweena
- North Balgowlah
- North Curl Curl
- North Manly
- Oxford Falls
- Queenscliff
- Terrey Hills
- Wheeler Heights
- Balgowlah
- Balgowlah Heights
- Clontarf
- Fairlight
- Manly
- North Manly
- Seaforth
- Avalon
- Bayview
- Bilgola
- Bilgola Plateau
- Careel Bay
- Church Point
- Clareville
- Coasters Retreat
- Elanora Heights
- Elvina Bay
- Mackerel Beach
- Morning Bay (Towlers Bay)
- Ingleside
- Lovett Bay
- Mona Vale
- Narrabeen North
- Newport
- Palm Beach
- Scotland Island
- Warriewood
- Whale Beach

## Strände

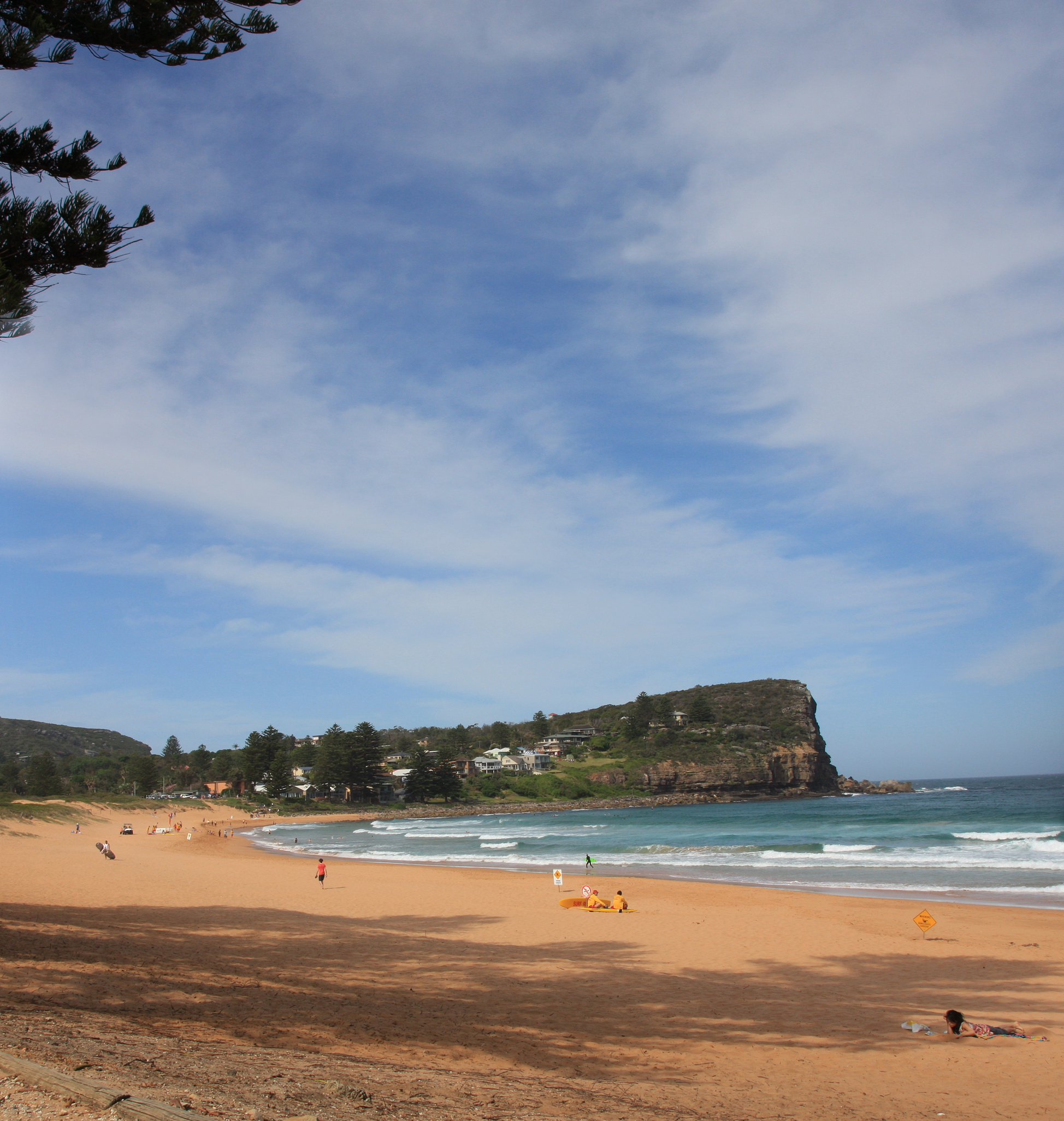
Avalon Beach gen Norden

Das Gebiet der Northern Beaches hat eine Küstenlänge von ca. 40 Kilometern, wovon die namensgebenden Strände ca. 17 Kilometer oder 42 % ausmachen. Von der Broken Bay im Norden bis Port Jackson im Süden verlaufen folgende 20 Strände:
- Palm Beach (North und South)
- Whale Beach
- Avalon Beach
- Bilgola Beach
- Newport Beach
- Bungan Beach
- Mona Vale Beach
- Warriewood Beach
- North Narrabeen Beach
- Narrabeen Beach
- South Narrabeen Beach
- Collaroy Beach
- Long Reef Beach
- Dee Why Beach
- North Curl Curl Beach
- Curl Curl Beach
- Freshwater Beach
- Queenscliff Beach
- North Steyne Beach
- Manly Beach
- Shelly Beach

## Freizeit und Kultur
Northern Beaches ist die Heimat einiger Sportmannschaften wie der Manly-Warringah Sea Eagles (Rugby League), der North Harbour Rays, des Manly RUFC, des Warringah Rugby Club (Rugby Union), des Manly United FC (Fußball) und des Manly-Warringah Wolves Football Club (Australian Football). Die Sea Eagles und die Rays spielen im Brookvale Oval.